# محمد بن إبراهيم قرقر الطرابلسي

## نسبه وولادته
هو الشيخ محمد بن الحاج إبراهيم بن سليمان ڤرڤر، لقّب بالطّرابلسي لولادته ونشأته في طرابلس الغرب (عاصمة ليبيا).
هاجر والده عام 1885م من بريان قاصدا طرابلس، حيث ولد الشيخ يوم السبت 20 ربيع الثاني 1304هـ، الموافق لـ: 15 جانفي 1887م.

## تعلّمه
لما أتمّ الشيخ العام الرابع من عمره أدخله والده الكتّاب، فحفظ القرآن الكريم على يد المقرئ الشيخ محمد بن عبد القادر الفزّاني المرزقي، وأتمّ حفظه واستظهره عام 1318هـ/1900م بالرّوايات السّبع (وعمره أربعة عشر عاماً). كما أتقن تجويده إتقاناً جيداً، وفاز عام 1319هـ/1901م في امتحان التجويد وانتخب مجوّداً في جامع درغوث باشا، كما فاز في امتحان القراءات السّبع، وعيّن مجوداً في مسجد حسن باشا.
ثمّ أخذ مبادئ النّحو والصّرف عن الشيخ ابن محمود، والتفسير والفرائض من مفتي طرابلس العلاّمة الشيخ نصر القمي.
وفي عام 1322هـ/1904م شدّ الرّحال مسافراً إلى مزاب، وفي طريقه مرّ على جامع الزيتونة بتونس فمكث فيه سبعة أشهر يتلقّى عن مشائخ الجامع العلوم الشرعية والعربية. ثمّ واصل المسير إلى بريان، ومكث بها شهرين، ثمّ قصد بني يزڤن لزيارة قطب الأئمة العلاّمة الشيخ امحمد بن يوسف اطفيش -- لينهل من علمه الغزير، والتقى هناك بالشيخ الحاج عمر بن حمو بكلي الذي استضافه في بلدة العطف، حيث لازمه ثمانية أشهر قرأ خلالها كتباً كثيرة، وكان يزور القطب كلّ يوم خميس ويراجعه في بعض المسائل، وفي هذا يقول الشيخ الطرابلسي: ((كانت تلك الشّهور من أحسن شهور حياتي، لأنّني تفرّغت فيها للعلم))، ولولا أنّ والده استدعاه إلى طرابلس لمكث في مزاب أكثر ليستفيد من علمائها الأجلاّء.
وفي طريق عودته إلى طرابلس حلّ بالجزائر العاصمة، فلازم الشيخ عبد القادر المجّاوي شهراً يأخذ من علمه، وفارقه باكياً كما يقول.

## جهاده التربوي والتعليمي والإصلاحي

### تعليمه في طرابلس
في عام 1327هـ/1909م عُيّن معلّما في مدرسة الاتّحاد والتّرقّي العصرية في طرابلس، فأدّى عمله على أحسن وجه، كما تعلّم في ذات المدرسة اللّغة التّركية وبدأ نظم الشّعر والكتابة في الصّحف.
ولم يقتصر دوره في طرابلس على التّعليم فحسب، بل كان يعاضد المصلحين هناك بما ينظمه من قصائد وأناشيد حماسية للطّلبة ومقالات نارية ضدّ الاستعمار الإيطالي، الشيء الذي جعل اسمه يدرج ضمن قائمة المصلحين الذين تقرّب بهم خونة البلد إلى السّلطات الإيطالية. ولما احتلّت ليبيا عام 1330هـ/1911م، نكّل الاستعمار بهؤلاء المصلحين ونهبت السلطات الإيطالية أموال أسرة الشيخ الطرابلسي الذي تمكّن من الفرار مع أسرته متّجهاً إلى بريـــان.

### عودته إلى بريان وتدريسه فيها
مرّ الشيخ في طريقه إلى بريان على القرارة، فحلّ بها واحتفت به المدينة احتفاءً عظيماً واستضافته نحو أسبوعين.
ولما وصل الشيخ إلى بريان فتح له السيد الحاج سليمان قلّو داراً للتعليم أمام المسجد العتيق في دار آل ادباش، لكن الشيخ كان عازماً على تكوين مدرسة عصرية يواصل فيها التّعليم بالطّرق الحديثة، فصُدم بعدم توفّر الجوّ الإصلاحي لتقبّل الأنماط العصرية للتّعليم في البلدة، ووقف في طريقه معارضو الإصلاح مثلما وقع مع الشيخ الحاج النّاصر الداغور ومع الشيخ بيوض في القرارة.

### جهاده التربوي والإصلاحي في القرارة
كانت القرارة قبل قدوم الشيخ الطّرابلسي قد بدأت تستفيق من الغفلة الدينية والعلمية التي كانت تعشّش على الجزائر عموماً ووادي مزاب خصوصاً، والتي تسبّب فيها عنكبوت الاستعمار الفرنسي الذي كان يرمي إلى تجهيل الشّعب الجزائري واستئصال شخصيته الإسلامية منتهجاً في ذلك سياسة ((الخبز عن يميني والصّليب عن يساري))، وسانده في ذلك ضعاف النّفوس ودعاة المحافظة (أو بالأحرى الجمود) الذين وقفوا بالمرصاد لكلّ من حاول الإصلاح وإخراج النّاس مما هم عليه من الجهل.
ومن بين من حمل على كاهله مسؤولية الإصلاح ومحاربة محاربيه في القرارة كان الشيخ الحاج إبراهيم بن عيسى البريكي والشيخ الحاج عمر بن يحي المليكي بمعهديهما، ثمّ من بعدهما الشيخ إبراهيم بن عمر بيوض تلميذهما. وكان الشيخ الحاج عمر بن يحي يجد صعوبة في تعليم التلاميذ الجدد في معهده بسبب نقص التّكوين الذي تلقّوه في الكتاتيب، فكان يضطرّ إلى أن يستدرك لهم ما فاتهم في الكتاتيب خاصة في الجانب اللّغوي وتلاوة القرآن الكريم وتجويده، فثقل عليه الحِمل خاصة مع تزايد شؤونه خارج التّعليم وشعر بالحاجة إلى مدرسة ابتدائية عصرية لإعداد هؤلاء التّلاميذ، وظلّت القرارة على ذلك حتى جاء اليوم الذي حلّ عليهم فيه الشيخ الطرابلسي ماراً إلى بريان، فأُعجبوا بفصاحة لسانه وحفظه للقرآن الكريم وعذوبة صوته في تجويده، فعلموا أنّه المعلّم الذي ينشدون خاصة لما عرفوا عزمه على إنشاء مدرسة عصرية، واستغلّوا فرصة تفريط أهل بريان فيه فدعوه إلى التّعليم في القرارة فأجابهم إلى ذلك.
وفي ذلك يقول الشيخ بيوض: ((لقد ابتدأ الشيخ الطرابلسي الإصلاح في التّعليم الابتدائي والتّربوي، سيما تربية اللّسان على الأداء السّليم، وشهدت منه القرارة نوعاً من التّعليم العصري لم تعهده من قبل، وتحسّن الخطّ العربي تحسّناً عظيماً)).
وكان أوّل ما اعتنى به الشيخ في تعليمه تحفيظ القرآن الكريم وإتقان تجويده، وغرس العقيدة في نفوس التّلاميذ، إضافة إلى تعليم الصّلاة، وتعليم الحديث وبعضاً من قصائد الحكماء، كما كان يُعنى بفصاحة اللّسان والبلاغة.
ومن النّاحية التربوية كان الشيخ يخصّص كلّ خميسٍ درساً في الأخلاق، يغرس في تلاميذه الصّفاء والنّشاط والشّجاعة والجدّ والتّضحية وحبّ العمل.
لم يهمل الشيخ الجانب البدني، فكان يخرج بتلامذته مساء كلّ خميسٍ إلى ظاهر القرارة، فيمارسون ألعاباً رياضية مختلفة، إضافة إلى السّباحة في الآبار في الصّيف وفي الوادي إذا سال.
وتخرّج من مدرسة الشّيخ أجيال عديدة من حفّاظ القرآن الكريم، فكان منهم العلماء النّبغاء والمعلّمون المخلصون وجند النّهضة والإصلاح، مثل الشيخ سعيد بن بالحاج شريفي (الشيخ عدّون)، الشيخ صالح بن يوسف أبسيس والحاج محمد بن بكير باشعادل.
وكان للشيخ الطّرابلسي فضل كبير في التّمهيد لمعهد الحياة إلى جانب الحاج عمر بن يحي، فقد كان أغلب طلبة المعهد الأوائل من تلاميذه، وفي هذا يقول الشيخ محمد علي دبوز: ((إنّه لولا الشيخ الطرابلسي ما ظفر معهد الحياة في أطواره الأولى بكثير من تلامذته الأذكياء الذين سايروا الشيخ بيوض واستطاع أن يسرع بهم الخطى، وترقّى بهم التعليم الثّانوي وكانوا سبب ازدهار المعهد وتقدّمه)).
وإلى جانب الواجب التّعليمي ساهم الشيخ في المسيرة الإصلاحية في القرارة بدروس الوعظ والإرشاد التي كان يلقيها في مدرسته، وكذا بالمقالات والقصائد التي كان ينشرها في جرائد الإصلاح، الشّهاب ووادي ميزاب.
وبعد أن تيقّن الشيخ من أداء واجبه في القرارة، انتقل عام 1349هـ/1930م إلى بسكرة.
ورغم أنّ الشيخ لم يتولّ التّعليم والإصلاح في مدينته (بريان) بعد أن غادر القرارة، إلاّ أنه كان له فضل هنالك، إذ أنّ المعلّم الذي انطلقت به مسيرة التّعليم في مدرسة الفتح عام 1928م كان من تلاميذه وهو الشيخ صالح بن يوسف أبسيس، كما تولّى القضاء في المدينة تلميذه الحاج محمد بن بكير باشعادل.

### جهاده التربوي والإصلاحي في بسكرة
اختلفت المصادر التّاريخية حول المسيرة التّعليمية والتّربوية للشيخ الطّرابلسي في بسكرة، لكن أرجح الأقوال هو ما ساقه الشيخ محمد علي دبوز معتمداً على من عاصر الشيخ الطّرابلسي واطّلع على نشاطه الإصلاحي والتربوي مثل الحاج حمو بن عبد الله لعساكر، وحسب الشيخ محمد علي فإنّ الشيخ الطّرابلسي كان من الثلاثة الذين افتتحوا التّعليم عام 1350هـ/1931م في مدرسة الإخاء التي أنشأها آل بسكرة وتولّى إدارتها الشيخ محمد خير الدّين، وبعد سنوات انفصل الشيخ عن هذه المدرسة واشتغل كاتباً للسيد عيسى بن عمارة خبزي، ثمّ عاد إلى التّعليم في مدرسة الميزابيين، وهي خلاف مدرسة الإخاء، وأبلى فيها مثلما فعل في القرارة، ويقول الشيخ أبو اليقظان أنّ الشيخ الطّرابلسي تولّى الإدارة في هذه المدرسة الإباضية.
وكان للشيخ دور إصلاحي في بسكرة، إذ كان يلقي دروس الوعظ والإرشاد في مسجد الإباضية خاصة في ليالي شهر رمضان المعظّم، وكان يفصل في الخصومات ويشرف على الاجتماعات، كما أنّه كان يلقي دروساً في مدن الشّمال التي يزورها.
وكان للشيخ صلة وطيدة بعلماء بسكرة، لا سيما الشيخ محمد خير الدّين والشيخ الطّيب العقبي.
وبعد أن وجد الشيخ الخلائف الحسنة في التّعليم اعتزل هذا المجال نهائياً واعتكف على مكتبته العامرة، إلى أن عاد إلى بريان عام 1947م.

## دوره في جمعية العلماء المسلمين الجزائرييين
كان الشيخ محمد الطّرابلسي من الأعضاء المؤسّسين لجمعية العلماء المسلمين الجزائريين عام 1931م، وظلّ ناشطاً فيها إلى أن توفّاه الله، ولعلّ اتّصاله بها كان عن طريق الشيخين محمد خير الدّين والطّيب العقبي.
وكان للشيخ الشّرف في افتتاح الجلسة التّأسيسية للجمعية بتجويد سورة الصّف كاملة.

## وفاته
في عام 1366هـ/1947م رجع الشيخ إلى بلدته (بريان) بعد أن أمضى أزيد من ربع قرنٍ في الجهاد التّربوي والتّعليمي والإصلاحي والأدبي والصّحفي، ووافاه أجله يوم الخميس 12 صفر 1367هـ الموافق لـ: 25 ديسمبر 1948م، وخرجت المدينة كلّها في جنازته وبكاه العلم والإصلاح وأبّنه بعض الكتّاب في جريدة البصائر.

## شخصيته

### علمه
كان الشّيخ الطّرابلسي عالماً جليلاً، واعتمد في تحصيل العلم على نفسه فأتقن العلوم العربية والشّرعية والتّاريخية، وتخصّص في الحديث النّبوي فكان من أبرز علماء المغرب فيه حفظاً وعلماً، وفي ذلك يقول الشيخ أبو اليقظان: ((وله خبرة واسعة على حديث رسول الله، وخبرة بنقد رجال الحديث)).
ويمتاز الشيخ بشدّة حفظه لكتاب الله، وعذوبة صوته في تلاوته الذي يسحر به الألباب، ويقول الشيخ بيوض: ((وقد حضرت إحدى المجالس فجوّد فيها سورة الإنسان فلم أسمع في حياتي أحسن من تجويده، فما يزال صوته يرنّ في أذني إلى الآن طيلة أربعين عاماً أو أزيد)).
وكانت له ثقافة دينية أصيلة، وفصاحة وأدب رفيع انعكست في قصائده ومقالاته، حيث شبّهت هذه الكتابات بمقالات التّفسير، حتى كاد يخرجه طابعه هذا من حيّز المقال الصّحفي كما يقول الدّكتور محمد ناصر.

### أخلاقه
امتاز الشيخ بأخلاق حميدة وفاضلة كوّنت وبلورت شخصيته الاجتماعية، نجد ثلاث صفات:
- - شجاعته في التّصريح بالحقّ:

لقد بلغ الشيخ من هيبة الخالق ما جعل كلّ مخلوق يهون أمامه، فكان يشمخ على المتكبّرين والأغنياء والحكّام، واتّضح هذا جلياً في دروس الوعظ والإرشاد التي كان يلقيها في بسكرة؛ فكان ينزل الصّواعق على رؤوس المفسدين، وأعانه على ذلك فصاحة لسانه وبلاغته، وامتدّت صفته هذه إلى مقالاته الصّحفية؛ فقد أسال الحبر الكثير في محاربة المبشّرين وفضح نواياهم الخبيثة في زمن كانت تعتبر فيه السّلطات الاستعمارية مهاجمة المبشّرين جريمة نكراء.
ومما اشتهر به في ذلك محاربة العلماء الجامدين في مزاب والجزائر، الذين زرعوا بذور الشّقاق المذهبي في عقول النّاشئة وحاربوا الإصلاح فقيّدوا العقول عن الانطلاق في العلم، وانتحلوا لأنفسهم حقّ الوصاية على الفكر، حتّى بلغت بهم الجرأة أن يحرّموا قراءة المجلاّت، وفي هذا يكتب الشيخ في جريدة الإصلاح: ((ولقد بلغ بهؤلاء الخاملين الجامدين الشّره والجشع حتّى صاروا يحرّمون الجرائد والمجلاّت ويحظرون على النّاس قراءتها، وكلّ من دفع معلوم اشتراكه في الجرائد والمجلاّت فهو عاصٍ، لا تقبل معذرته إلاّ إذا تبرّع عليهم بمثله أو بيّنه في ثلث وصيته...)).
- - همّته العالية:

اهتمّ الشيخ بطلب العلم طوال حياته، ولم يشغله التّعليم والإصلاح والإرشاد والوعظ عن مواصلة تثقيف نفسه حتى غدا شاعراً أديباً، وعالماً معلّماً ومربّياً مصلحاً، وتخصّص في علم الحديث وبرع فيه.
- - حبّه الشديد للعلم واعتماده على نفسه:

كان شديد الشّغف بالعلم وتحصيله، ويبدو ذلك جلياً من خلال شدّه الرّحال إلى عدّة أماكن لينهل من مختلف العلوم، وكذا من خلال اعتكافه على مكتبته في بسكرة.
كما كان ينادي بطلب العلم ويبيّن مكانته العظيمة؛ فنظم في هذا عدّة قصائد، جمع بعضها الشيخ محمد الطّاهر الزاهر في كتابه (شعراء الجزائر).

### شخصيته التربوية
كان محباً لعمله ومحباً لتلامذته مخلصاً في تعليمهم، فنفذ بذلك إلى نفوسهم وجعلهم معجبين به يحبّونه حباً شديداً، وهذه من الأسباب الكبرى لنجاح المربّي.
وكان يبيّن لتلاميذه أنّ التّلميذ لن ينجح في حياته إذا لم يعتمد على نفسه في كلّ شيء، ولن يستطيع أن يعتمد على نفسه إذا لم تتوفّر فيه الشّجاعة الأدبية والاعتداد بالنّفس والثّقة بها.
رحم الله شيخنا الفاضل، وجزاه عنّا خير الجزاء على ما ضحّى في سبيل إرساء دعائم التّعليم الميزابي، ووفّقنا إلى المحافظة على هذه الأمانة وتطويرها نحو الأفضل وتبليغها إلى الأجيال اللاحقة كاملةً غير منقوصة – آمين – والحمد لله ربّ العالمين.